# Дуопол
Дуопол или като дуополия (от гръцки: δύο, дуо – две и гл. πωλεῖν, полейн – да продава ) е специфичен вид олигопол, където само двама производители съществуват в един пазар. На практика, тази дефиниция се използва, когато две фирми имат доминиращ контрол над даден пазар. В полето на индустриалната организация това е най-често изучаваната форма на олигопол, заради нейната леснота и опростеност.